# Vicente Gómez
José Vicente Gómez Umpiérrez (Las Palmas, 31 augustus 1988) is een Spaans voormalig voetballer die doorgaans speelde als middenvelder. Tussen 2010 en 2022 was hij actief voor Las Palmas, Deportivo La Coruña, Kerala Blasters en Xanthi.

## Clubcarrière
Gómez speelde in de jeugd van Huracán en in 2009 stapte hij over naar Las Palmas, waar hij achtereenvolgens speelde in het derde en tweede team van de club. In de zomer van 2010 mocht de middenvelder zich aansluiten bij het eerste elftal. Zijn debuut als professioneel voetballer volgde op 1 september 2010, toen Las Palmas in de Copa del Rey speelde op bezoek bij Real Valladolid. Gómez viel in de achtenzestigste minuut in bij een achterstand van 2–1. Na nog twee tegengoals te hebben moeten slikken, tekende de debutant dertien minuten na zijn invalbeurt voor de 4–2. Uiteindelijk verloor Las Palmas het bekerduel met 5–3. Drie dagen later debuteerde Gómez ook in de Segunda División. Op 24 september 2011 scoorde hij voor het eerst in competitieverband, toen met 4–2 verloren werd op bezoek bij Girona. De Spaanse middenvelder tekende voor de eerste twee treffer van het duel, maar uiteindelijk scoorde Girona nog viermaal. Bij de laatste twee doelpunten stond Gómez niet meer op het veld; in de twintigste minuut van de tweede helft kreeg hij zijn tweede gele kaart getoond en mocht hij vertrekken. In 2012 verlengde de controlerende middenvelder zijn verbintenis tot medio 2016. In het seizoen 2014/15 speelde hij eenendertig wedstrijden en hij trof driemaal doel in de jaargang dat Las Palmas na dertien jaar terugkeerde in de Primera División. Aan het einde van dat seizoen verlengde Gómez opnieuw zijn contract, dit maal zette hij zijn handtekening onder een vijfjarige verbintenis, tot aan de zomer van 2020.
In de zomer van 2018 verkaste Gómez voor circa zeshonderdduizend euro naar Deportivo La Coruña, waar hij zijn handtekening zette onder een verbintenis voor de duur van drie seizoenen. Van deze drie seizoenen zat Gómez er twee uit, voor hij transfervrij mocht vertrekken naar Kerala Blasters. Een jaar later ging de Spanjaard voor Xanthi spelen. In de zomer van 2022 besloot Gómez op drieëndertigjarige leeftijd een punt te zetten achter zijn actieve loopbaan.

## Clubstatistieken
| Seizoen | Club                | Competitie       | Competitie | Competitie | Beker | Beker | Internationaal | Internationaal | Totaal | Totaal |
| Seizoen | Club                | Competitie       | Wed.       | Dlp.       | Wed.  | Dlp.  | Wed.           | Dlp.           | Wed.   | Dlp.   |
| ------- | ------------------- | ---------------- | ---------- | ---------- | ----- | ----- | -------------- | -------------- | ------ | ------ |
| 2010/11 | Las Palmas          | Segunda División | 26         | 0          | 1     | 1     | —              | —              | 27     | 1      |
| 2011/12 | Las Palmas          | Segunda División | 29         | 2          | 1     | 0     | —              | —              | 30     | 2      |
| 2012/13 | Las Palmas          | Segunda División | 24         | 0          | 5     | 1     | —              | —              | 29     | 1      |
| 2013/14 | Las Palmas          | Segunda División | 38         | 5          | 1     | 0     | —              | —              | 39     | 5      |
| 2014/15 | Las Palmas          | Segunda División | 31         | 3          | 2     | 0     | —              | —              | 33     | 3      |
| 2015/16 | Las Palmas          | Primera División | 21         | 1          | 5     | 0     | —              | —              | 26     | 1      |
| 2016/17 | Las Palmas          | Primera División | 29         | 2          | 1     | 0     | —              | —              | 30     | 2      |
| 2017/18 | Las Palmas          | Primera División | 25         | 0          | 3     | 0     | —              | —              | 28     | 0      |
| 2018/19 | Deportivo La Coruña | Segunda División | 34         | 0          | 0     | 0     | —              | —              | 34     | 0      |
| 2019/20 | Deportivo La Coruña | Segunda División | 25         | 0          | 1     | 0     | —              | —              | 26     | 0      |
| 2020/21 | Kerala Blasters     | ISL              | 19         | 2          | 0     | 0     | —              | —              | 19     | 2      |
| 2021/22 | Xanthi              | Super League 2   | 28         | 4          | 1     | 0     | —              | —              | 29     | 4      |
| Totaal  | Totaal              | Totaal           | 329        | 19         | 20    | 2     | 0              | 0              | 348    | 21     |